# Sozialer Friedensdienst
Der Soziale Friedensdienst (SoFd) war ein von evangelischen Christen in der DDR geforderter Ersatzdienst, der eine zivile Möglichkeit der Wehrdienstverweigerung in der DDR schaffen sollte.

## Die Entwicklung der SoFd-Initiative
Ab Mai 1981 verbreitete sich als Kettenbrief die Forderung einer Initiativgruppe aus der evangelischen Weinbergsgemeinde Dresden nach einem „Sozialen Friedensdienst“:

„Die Volkskammer möge beschließen: Als gleichberechtigte Alternative zum Wehrdienst und Wehrersatzdienst wird ein Sozialer Friedensdienst (SoFd) eingerichtet. Die Erfassung, Musterung und Einberufung dazu erfolgt dem Wehrdienst entsprechend. Das Gesetz über die allgemeine Wehrpflicht vom 24. 1. 1962 ist dahingehend zu ändern.“

Die Gruppe von etwa 20 jungen Leuten um den Dresdner Pfarrer Christoph Wonneberger entstand aus der „offenen sozialdiakonischen Jugendarbeit“ in der Gemeinde. Der Aufruf war von Christian Burckhardt, Christoph Wonneberger sowie dem Superintendenten Christoph Wetzel unterzeichnet. In der Form eines kirchlichen Rundschreibens wurde auf diese Weise das Verbot von Unterschriftensammlungen umgangen. Mangels Vervielfältigungsmöglichkeiten wurde der Brief hundertfach per Hand oder Schreibmaschine abgeschrieben.
Das Anliegen, Eingaben an die Landessynoden der evangelischen Kirchen in der DDR zu senden, verbunden mit der Bitte, sich bei Gesprächen mit dem Staat für den waffenlosen „Sozialen Friedensdienst“ einzusetzen, kam nicht nur bei den betroffenen Jugendlichen gut an. Unerwartet überfluteten bis Ende 1981 mehr als 12.000 Eingaben die Landessynoden. Allein zur sächsischen Herbstsynode waren es etwa 800 Eingaben mit mehr als 2.000 Unterschriften. Erich Honecker schätzte diese Initiative in einem Fernschreiben an die SED-Bezirksleitungen als „staats-, verfassungs- und friedensfeindlich“ ein. Mit einer vernichtenden Stellungnahme des Cottbuser SED-Chefs Werner Walde Ende 1981 im Neuen Deutschland wurde diese Position auch öffentlich klar zum Ausdruck gebracht. Dort proklamierte das Zentralkomitee der SED ausdrücklich, dass „bereits unsere gesamte Republik ein Sozialer Friedensdienst sei“.
Gegen Christoph Wonneberger und fünf seiner engsten Mitarbeiter, darunter den späteren Greifswalder Bischof Eduard Berger, wurde deshalb 1981 vom Ministerium für Staatssicherheit der Operative Vorgang (OV) „Provokateur“ eröffnet. Bis 1986 wurden fünf Bände Spitzelberichte und Maßnahmepläne angelegt. Das Ziel des Geheimdienstes war die Zurückdrängung dieser unabhängigen Friedensbestrebungen mittels Verunsicherungen im persönlichen und beruflichen Leben der Initiatoren. Während die Jugendlichen noch an vertrauensbildenden Maßnahmen bastelten, plante der Staat bereits, die unliebsamen Kritiker der staats-offiziellen „Friedenspolitik“ mit rigiden administrativen Mitteln aus dem Weg zu schaffen.
Dazu wurden Inoffizielle Mitarbeiter (IM) in der Gruppe eingeschleust. Einer dieser Spitzel bot sich der Gruppe als Kontaktadresse an. Der aus Pulsnitz stammende Pfarrerssohn Sören Naumann, alias „Egon“, wurde dafür als IMB „Michael Müller“ vom Geheimdienst mit monatlich 400 Mark bezahlt. Ein IMB „Werner Lehmann“ übernahm als Beauftragter der Gruppe die Kontakte zur Evangelischen Studierendengemeinde, so dass auch diese Verbindung unter Kontrolle des MfS stand.
Ostern 1982 plante die SoFd-Gruppe eine DDR-weite „Friedenssternfahrt“ aller Petenten zur Dresdner Kreuzkirche. 2000 junge Fahrradfahrer wurden erwartet. Einzelgespräche staatlicher Funktionäre mit evangelischen Bischöfen zur Zurückdrängung der Initiative hatten nicht den gewünschten Erfolg gebracht. Auch Bischof Albrecht Schönherr erklärte im Mai 1982 auf einer Tagung der Heinemann-Initiative in Rastatt, dass „...wir Christen in der DDR gut daran tun, daß unser Friedenszeugnis rein bleibt. Wir Christen erinnern uns mit Scham daran, wie wenige von uns im verbrecherischen 2. Weltkrieg den Kriegsdienst verweigerten und dafür mit dem Leben bezahlten. Nicht zuletzt ist der Gedanke furchtbar, daß in einem nächsten Krieg Deutsche auf Deutsche schießen werden und damit das Gericht des zweiten Weltkrieges vollendet werden würde.“
Der sächsische Bischof Johannes Hempel verbot Wonneberger weitere Planungen für dieses Großtreffen in Dresden, aber versicherte gleichzeitig, das Anliegen „SoFd“ als gesamtkirchliches Anliegen weiter vorzubringen. Für die inzwischen 40 jungen Leute der Initiative gelte aber, nachdem Kirchenstaatssekretär Klaus Gysi dem Bischof Tonbänder der überregionalen Arbeitstreffen vorgespielt habe: „Wir können Euch nicht mehr schützen!“
Als vertrauensbildende Maßnahme gegenüber dem Staat beschloss deshalb das 3. überregionale SoFd-Arbeitstreffen in Dresden am 28.–30. Dezember 1981 zum Beispiel Arbeitseinsätze in staatlichen Alters- und Pflegeheimen. Der Lohn sollte – so viel Provokation musste gegenüber dem Staat und in Bewunderung für die mutigen Polen sein – für ein Warschauer Kinderkrankenhaus gespendet werden.
Für den Gedenktag der Zerstörung Dresdens, zum 13. Februar 19982, hatte eine andere Dresdner Initiativgruppe nach dem Vorbild der SoFd-Initiative Ende September 1981 ein Flugblatt als Kettenbrief gestartet und illegal zu einer Versammlung an die Ruine der Frauenkirche aufgerufen. Im Zusammenwirken der Initiativgruppe mit der Evangelisch-Lutherischen Landeskirche Sachsens wurde die Veranstaltung im Januar 1982 legalisiert und zum „Friedensforum“ in die Dresdner Kreuzkirche kanalisiert, der größten Veranstaltung der staatskritischen Friedensbewegung der DDR. An der DDR-weiten Verbreitung dieses illegalen Aufrufes hatten sich auch Mitwirkende aus der SoFd-Initiative beteiligt, so z. B. Heike Möbius, Susanne Möller, Thomas Mai und Tobias Schmidt.
Am 16. Mai 1982 fand das Friedensseminar Königswalde statt, am 27. Juni eine „Friedenswerkstatt“ in der Berliner Erlöserkirche.
In Jena bildete sich um Roland Jahn, Dorothea Rost und Andreas Friedrich die „Friedensgemeinschaft Jena“.
Am 10. Februar 1982 wurde der Schriftsetzer Roland Brauckmann, der die Verbindung zwischen den Initiativen aufrechterhielt, verhaftet und im Juni 1982 in einem nicht-öffentlichen Verfahren zu 20 Monaten Haft verurteilt. Sogar der Berliner Konsistorialpräsident Manfred Stolpe, dessen „differenzierte Haltung“ vom Staatssekretär für Kirchenfragen Klaus Gysi ansonsten gelobt wurde, charakterisierte dieses staatliche Vorgehen als „mit Haubitzen auf Schmetterlinge zu schießen“.
Ab 1984 bereitete Heiko Lietz das DDR-weite jährliche Treffen Frieden konkret vor und koordinierte es. In dessen „DDR-weitem Arbeits- und Koordinierungskreis zum Wehrdienstproblem“, den er bis 1990 organisierte und moderierte, wurde der SoFd-Impuls weiter bearbeitet und verbreitet.
Ab 1987 wirkte auch die Arbeitsgruppe Menschenrechte aus Leipzig in diesem Gremium mit.
1988 richteten kirchliche Institutionen in Sachsen-Anhalt inoffiziell einen Diakonischen Friedensdienst als symbolischen Wehrersatzdienst in einer kirchlichen Einrichtung ein. Doch erst nach der Friedlichen Revolution 1989 wurde mit der ab März 1990 geltenden Zivildienstverordnung das Menschenrecht auf Kriegsdienstverweigerung auch in der Noch-DDR, die nun nicht mehr der kommunistische Teil Deutschlands war, errungen.

## Die Entwicklung der Friedensgebete in der DDR
Trotz der geheimdienstlichen Verfolgung der SoFd-Initiatoren funktionierte über persönliche Kontakte der Austausch von Informationen zwischen den verschiedenen regionalen nicht-staatlichen Initiativkreisen, wie dem Leipziger Sonnabendskreis, weiter. Bürgerrechtler und Bausoldaten wirkten maßgeblich an der systematischen Vernetzung mit.
Da eine zentrale Koordinierung der nicht-staatlichen Friedenskreise aufgrund heftiger staatlicher und kirchlicher Reglementierung unmöglich schien, wurde von Pfarrer Christoph Wonneberger Ende 1981 nach dem Vorbild der Politischen Nachtgebete von Dorothee Sölle ein Konzept dezentraler Friedensgebete angeregt.
Die Dresdner Gruppe hatte beschlossen, weitere SoFd-Initiativen in Form von Friedensgebeten durchzuführen. In Großstädten der DDR sollten zeitgleich, wöchentlich am Samstagabend (später am Sonntag bzw. am Montag) Friedensgebete in zentral gelegenen Kirchen angeboten werden.
Die Rechnung ging auf: In Vorbereitung der Revolution 1989 wurden Orte der Friedensgebete als Kulminationspunkte des Protestes etabliert. Durch die das Regime öffentlich delegitimierenden Montagsdemonstrationen gelang die Überwindung der SED-Diktatur.

## Fernseh- und Radio-Dokumentation
- Pfarrer. Spitzel. Bürgerrechtler: Kirche in der DDR, ein Film von Angelika Schmidt-Biesalski im Auftrage des ZDF 2016.
- Ein Land wird abgewickelt. Vierteilige Radiodokumentation von Gabriele Knetsch, Teil 1 mit Oliver Kloss, Rainer Müller, Frank Richter und Christoph Wonneberger, BR, Ausstrahlung am 4. September 2020.
- Das Kreuz mit dem Frieden – Die Christen und der Krieg. Ein Film von Ingo Helm, ZDF, 2018, ab 34:05 mit Harald Bretschneider über die staatskritische Friedensbewegung in der DDR.